# دهانه آراگواینا
دهانه آراگواینا (انگلیسی: Araguainha crater) یا گنبد آراگواینا یک دهانه برخوردی است که در مرز ایالت‌های ماتو گروسو و گوییاس برزیل، و میان دو روستای آراگواینا و پونته برانکا جای دارد. این دهانه، با قطر ۴۰ کیلومتر (۲۵ مایل)، یکی از بزرگ‌ترین دهانه‌های برخوردی شناخته شده در آمریکای جنوبی است.
آخرین برآوردها سن این دهانه را ۲۵۴٫۷ ± ۲٫۵ میلیون سال تاریخ‌گذاری کرده‌اند. در آن زمان این ناحیه به احتمال یک دریای کم‌عمق بوده است. حاشیه خطای این تاریخ‌گذاری با رویداد انقراض پرمین-تریاس، که یکی از بزرگ‌ترین رویدادهای انقراض در تاریخ زمین بوده است، همپوشانی دارد. فرورفتگی دهانه از بخش‌های رسوبی دیرینه‌زیستی سازند‌های حوضه پارانا تا پی‌سنگ‌های گرانیتی اردویسین گسترده است. برآورد شده دهانه که در آغاز ۲۴ کیلومتر (۱۵ مایل) پهنا و ۲٫۴ کیلومتر (۱٫۵ مایل) ژرفا داشته، با فرونشست درون‌سوی دیواره‌هایش تا ۴۰ کیلومتر (۲۵ مایل) پهن شده است.